# Поцелуй перед смертью (фильм, 1956)
Поцелуй перед смертью — американский цветной фильм 1956 года, снятый режиссёром Гердом Освальдом. Сценарий написал Лоуренс Роман по одноименному роману Айры Левина 1953 года.

## Сюжет
Честолюбивый студент одного из колледжей Бад Корлисс хочет многого достичь в жизни любым способом. Для этого он знакомится с Дороти Кингшип, одной из студенток своего же колледжа, зная, что её отец Лео — владелец крупного медеплавильного концерна. Бад соблазняет Дороти.
Когда Бад обнаруживает, что Дороти беременна от него, он понимает, что, весьма вероятно, суровый отец лишит её наследства, и вся его затея с выгодной женитьбой пойдёт прахом. Он уверяет Дороти, что он будет заботиться о ней и ребёнке, но всё же колеблется, когда Дороти настаивает на женитьбе. Реализуя свой хитроумный план, Бад убивает Дороти, инсценируя её самоубийство. Затем Бад знакомится с её старшей сестрой Элен с надеждами на бракосочетание с ней с благословения её отца — «медного короля». Через нескольких месяцев после гибели Дороти в руки Элен попадают факты, подвергающие сомнению самоубийство её сестры, и вскоре выясняется, что Бад знал Дороти. Элен ничего не остается, как мстить за свою сестру и спасать свою собственную жизнь.

## Рецензии
Согласно Алану Сильверу, критику фильма, темой, используемой в этом фильме, является разрушающая сила «маньяка» в обществе. Угроза семье и социальным ценностям характерна для фильмов такого рода.
Получение богатства и гибель семьи являются главной темой «Поцелуя перед смертью». Персонаж Роберта Вагнера преследует один путь к своей истинной цели, затем убивает Дороти и преследует её сестру ради завладения состоянием их отца.

## Роли исполняют
- Роберт Вагнер — Бад Корлисс
- Джеффри Хантер — Гордон Грант
- Вирджиния Лейт — Элен Кингшип
- Джоан Вудворд — Дороти Кингшип
- Мери Астор — миссис Корлисс, мать Бада
- Джордж Макреди — Лео Кингшип, отец Элен и Дороти
- Роберт Куорри — Дуайт Пауэлл
- Ховард Петри — Ховард Чессер, шеф полиции
- Молли Мак-Карт — Аннабел Кох